# میشه‌لی (شاوشات)
میشه‌لی (به ترکی استانبولی: Meşeli) یک منطقهٔ مسکونی در ترکیه است که در شاوشات واقع شده‌است. میشه‌لی ۲۳۲ نفر جمعیت دارد.